# جزایر لویالتی
جزایر لویالتی (به فرانسوی: Loyalty Islands) یک جزیره در فرانسه است که در کالدونیای جدید واقع شده‌است.

## خصوصیات
جزایر لویالتی ۱۷٬۴۳۶ نفر جمعیت دارد و ۱۳۸ متر بالاتر از سطح دریا واقع شده‌است.